# غيلبرتو كرسبو إي مارتينيز
غيلبرتو كرسبو إي مارتينيز هو دبلوماسي وسياسي مكسيكي، ولد في 17 أغسطس 1853 في مدينة فيراكروز في المكسيك، وتوفي في 7 نوفمبر 1917 في فيينا في النمسا.